# Difluor-klórmetán
A difluor-klórmetán (HCFC-22 vagy R-22 kóddal is jelölik) a részlegesen klórozott-fluorozott szénhidrogének (HCFC-k) közé tartozó szerves vegyület. Színtelen gáz, képlete CHClF2. Hajtógázként és hűtőközegként alkalmazzák. A fejlett országokban ezirányú alkalmazása – ózonrétegre káros, valamint üvegházgáz volta miatt – visszaszorulóban van, de a felhasznált összmennyisége még így is növekszik a fejlődő országok nagy igénye miatt. A vegyipar is felhasználja, a tetrafluoretilén gyártásának kiindulási anyaga.

## Előállítása és felhasználása
2008-ban a világ éves termelése mintegy 800 ezer tonna volt (ez az 1998-as 450 ezer tonna kétszerese), melyet nagyobb részt a fejlődő országokban állítottak elő, ahol felhasználása tovább emelkedik, főként a légkondícionálók terjedése miatt: Indiában és Kínában ezek eladása évente 20%-kal nő.
Kloroformból állítják elő:
HCCl3 + 2 HF → HCF2Cl + 2 HCl
További felhasználása a tetrafluoretilén előállítása, melyet pirolízissel, majd az így keletkezett difluorkarbén dimerizálásával végeznek
2 CHClF2 → C2F4 + 2 HCl

## Fordítás
Ez a szócikk részben vagy egészben  a   Chlorodifluoromethane című angol Wikipédia-szócikk ezen változatának fordításán alapul.  Az eredeti cikk szerkesztőit annak laptörténete sorolja fel. Ez a jelzés csupán a megfogalmazás eredetét és a szerzői jogokat jelzi, nem szolgál a cikkben szereplő információk forrásmegjelöléseként.